# Periophthalmus novemradiatus
Periophthalmus novemradiatus es una especie de peces de la familia de los Gobiidae en el orden de los Perciformes.

## Morfología
Los machos pueden llegar a alcanzar los 10 cm de longitud total.

## Distribución geográfica
Se encuentra en la India, Birmania, Tailandia, Malasia, Indonesia, las Filipinas y Bangladés.

## Observaciones
Es inofensivo para los humanos.